# ソプラノギター
ソプラノギター(英:Soprano Guitar)とは、一般的な大きさのクラシックギター(プライムギター)よりも小さいギターのことである。そのため、クラシックギターよりも1オクターブ高い調弦となっている。
調弦は、6弦からE3・A3・D4・G4・B4・E5である。19フレットのため、最高音はB6である。
形状は、洋梨型のボディに膝当てがついているものや、アルトギターのようなものがある。